# مخلوط-AD
در شیمی آلی، مخلوط-AD یا میکس-AD(به انگلیسی: AD-mix) یک مخلوط تجاری در دسترس از واکنش‌گرها است که به عنوان یک کاتالیزور نامتقارن برای واکنش‌های شیمیایی مختلف، از جمله دی‌هیدروکسیل‌دار کردن نامتقارن شارپلس آلکن‌ها عمل می‌کند. دو حرف AD مخفف دی‌هیدروکسیلاسیون نامتقارن است. این ترکیب در دو نوع، "AD-mix α" و "AD-mix β" موجود است. در زیر مواد تشکیل دهنده این مخلوط‌ها که توسط کارل شارپلس منتشر شده فهرست شده‌است:
مخلوط‌ها شامل:
- پتاسیم اسمات K۲OsO۲(OH)۴ به عنوان منبع اوسمیم تتراکسید
- پتاسیم فری‌سیانید K۳Fe(CN)۶ که اکسنده مجدد در چرخه کاتالیزوری است.
- پتاسیم کربنات
- لیگاند کایرال:
  - مخلوط-AD آلفا حاوی (DHQ)۲PHAL است که ترکیب حاصل از اضافه کردن فتالازین با دی هیدروکینین است.

- مخلوط-AD بتا حاوی (DHQD)۲PHAL است که ترکیب حاصل از اضافه کردن فتالازین با دی‌هیدروکینیدین است.